# Телегуз Катерина Зіновіївна
Катерина Зіновіївна Телегуз (12 жовтня 1927, село Козлів, тепер Переяслав-Хмельницького району Київської області — 17 липня 2014, місто Костопіль Костопільського району Рівненської області) — українська радянська та партійна діячка, голова виконкому Костопільської районної ради Рівненської області. Депутат Верховної Ради УРСР 9—10-го скликань.

## Біографія
Освіта вища. Закінчила Луцький державний педагогічний інститут та Львівську вищу партійну школу.
У 1950—1953 роках — дільничний інспектор Висоцької, районний інспектор Дубровицької районних інспектур Центрального статистичного управління Ровенської області.
Член КПРС з 1953 року.
З 1953 року — пропагандист, інструктор, завідуюча партійного кабінету політичної освіти, завідувачка відділу Дубровицького районного комітету КПУ Ровенської області.
У 1970—1973 роках — 2-й секретар Костопільського районного комітету КПУ Ровенської області.
У 1973 — середині 1980-х років — голова виконавчого комітету Костопільської районної ради депутатів трудящих Ровенської області.
Потім — на пенсії в місті Костополі Рівненської області. 
Працювала помічником народного депутата України 4-го скликання від КПУ Кухарчука Миколи Антоновича. Очолювала Костопільську районну організації Комуністичної партії України. Член Костопільської районної ради ветеранської організації України.

## Нагороди
- орден Трудового Червоного Прапора
- орден Дружби народів
- орден княгині Ольги 3-го ст. (8.12.2009)
- медалі